# Drago Aquarius
Drago Aquarius (1976) is een Nederlands dichter. In 2006 verscheen van hem de bundel Tellen tot dertig.
- International Standard Name Identifier: 0000 0003 8704 1288
- Nederlandse Thesaurus van Auteursnamen: 299033287
- Virtual International Authority File: 279918162
- WorldCat: E39PBJkhJWGKRHxWPpWVYRQTHC